# Jordán de Altavilla
Jordán de Altavilla (del italiano: Giordano d'Altavilla) (muere en septiembre de 1092) fue conde de Siracusa y Noto. 
Es hijo de conde de Sicilia Roger I de Sicilia pero existen controversia acerca de quién fue su madre. Según el historiador Goffredo Malaterra es ilegítimo pero otros proponen que es hijo de Judith de Évreux, la primera esposa del conde.
En 1077 es mencionado por primera vez al participar en el sitio de Trapani. Jordán y sus hombres desembarcan por la noche en la península y logran capturar el ganado de sus habitantes. Privados de ellos, Trapani se rindió. En 1078 Jordán es mencionado al participar en el asedio de Taormina. En 1081, interviene junto a Robert de Surdevilem y Elías Kartomensisom logrando repeler a los árabes en Catania, que había sido capturada por emir de Siracusa Benarvet.
Por sus servicios, Jordán fue nombrado en 1082 gobernador de Sicilia, mientras su padre participaba en las campañas de Roberto Guiscardo .
En 1083 toma parte en rebelión de los barones contra el ausente Roger I; logrando tomar Mistretta y San Marco d'Aluntsio y pretendiendo apoderarse de Troina. Tras estos sucesos Roger regresa inmediatamente a Sicilia y puso fin a la rebelión. Los líderes de esta son ajusticiados a excepción de Jordán que es enviado a prisión.
Posteriormente es indultado y participa en el asedio de Siracusa en 1085 y Noto en 1091 y más tarde es nombrado conde de dichas ciudades.
Durante la expedición de Roger I a Malta, Jordán le pide a su padre que le permita comandar la campaña, pero su padre le deja en Sicilia, y por temor a una rebelión se le prohíbe entrar en ninguna ciudad que no le perteneciera. Sin embargo, aunque no gozaba de la confianza de su padre, era considerado en su momento como un potencial sucesor, ya que Godofredo, el único hijo legítimo padecía de lepra.
En 1089, se casa con una de las hijas de Bonifacio del Vasto (su padre se había casado en terceras nupcias con otra de sus hijas: Adelaida del Vasto), pero no se tiene información acerca de la descendencia que la pareja pudo tener.
Muere repentinamente de fiebre en 1092. La lápida conmemorativa de su muerte se conserva en la iglesia de Maria di Mili.